# بيكينزفيلد (دائرة انتخابية في المملكة المتحدة)
بيكينزفيلد (بالإنجليزية: Beaconsfield)‏ هي إحدى الدوائر الانتخابية في المملكة المتحدة الممثلة في مجلس العموم في برلمان المملكة المتحدة.
عضو البرلمان الذي يمثلها حالياً هو :Mr Dominic Grieve (Con).